# Arena Manawatu

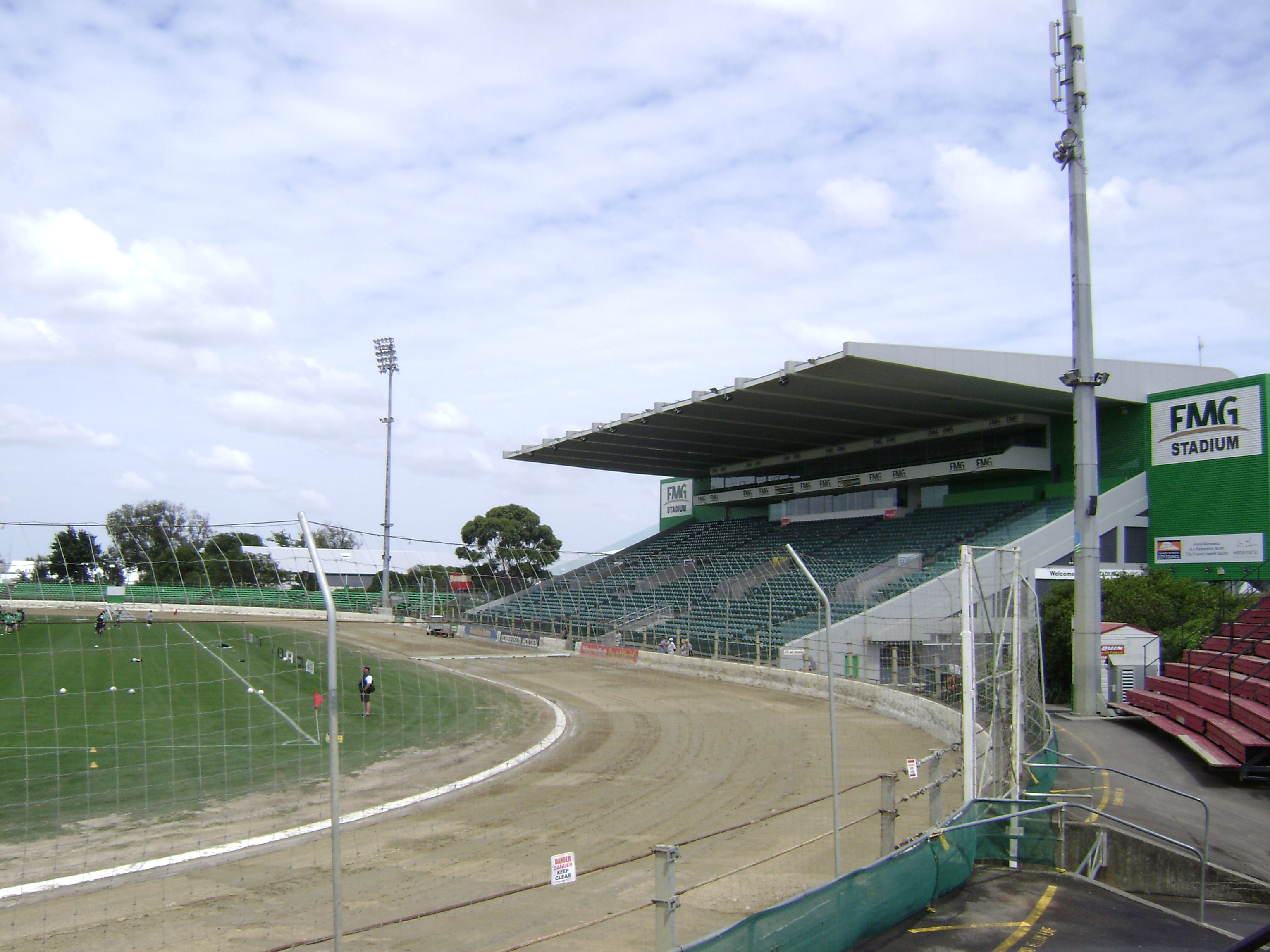
Arena Manawatu

Arena Manawatu is een recreatiepark in Palmerston North, Nieuw-Zeeland. 
Het recreatiepark omvat drie overdekte stadions en verschillende buitensport faciliteiten. Het park wordt gebruikt voor onder andere rugby union, voetbal en basketbal. 
Het park werd in 1987 gebruikt tijdens het wereldkampioenschap Rugby en ook voor het Wereldkampioenschap rugby 2011 is het park in gebruik voor 2 poolwedstrijden.
Het park heeft een capaciteit tot maximaal 21.000 toeschouwers.